# Phommathat
Koning Somdetch Brhat-Anya Chao Brahma-kumara Bhumadarada, beter bekend onder de naam Phommathath. Hij was een zoon van koning Lan Kham Deng en prinses Kaeva Buma Fa. Hij volgde zijn vader op in 1428 als de 4e koning van Lan Xang. Zijn heerschappij was maar kort, hij werd 10 maanden na dood vermoord in opdracht van zijn tante Kaeva Kumari (Keo Phim Fa), bij de plaats Phaparn in 1429. Hij werd opgevolgd door zijn broer Youkhon, hij had voor zover bekend 1 zoon:
- Prins (Chao Fa) Kaya Bunabarna (Kay-Bona-Ban), hij werd vermoord in opdracht van zijn oma in 1428.